# 45-ös busz (Budapest)
A budapesti 45-ös jelzésű autóbusz az Örs vezér tere és Cinkota, Lassú utca között közlekedik. A vonalat a Budapesti Közlekedési Zrt. üzemelteti.

## Története
Korábban 45-ös jelzéssel autóbuszjárat közlekedett a Moszkva tér – Nagykörút – Moszkva tér körforgalmú útvonalon, amely járat jelzése 1961. április 1-jén változott 12-esre.
1961. augusztus 21-étől a Kosztolányi Dezső tér és Kamaraerdő között jártak 45-ös és 45A jelzésű buszok, 1964. június 22-én a 87-es jelzést kapták.
A mai 45-ös járat elődje 1964. június 22-én indult útjára, mai utcanevekkel a Madách tér – Rákóczi út – Kerepesi út – Veres Péter út – Bökényföldi út – Újszász utca – Mátyásföld, Petőfikert útvonalon, a Mező garázsból kiadott Ikarus 620-as típusú autóbuszokkal.
1969. december 1-jétől a járat útvonala meghosszabbodott a Cinkotai Kultúrházig a Somkút utca – Vidámvásár utca – Kultúrház utca – Bajcsy-Zsilinszky tér (ma Tabódy Ida tér) útvonalon. Az autóbuszok az óramutató járásával megegyező irányban járták körbe a cinkotai kultúrházat.
A 2-es metró építése során többször is terelő útvonalra kényszerült viszonylatot a metró első szakaszának átadásával egyidejűleg 1970. április 3-án üzemkezdettel az Örs vezér teréig, a mai végállomásáig vágták vissza. Ugyanezen időponttól 45Y jelzésű időszakos járatot indítottak, amely végig a gödöllői HÉV vonalával párhuzamosan közlekedett Cinkota, Gyógyszertárig (Szabadföld út - Vidámvásár utca sarok).
A 45-ös viszonylat üzemideje az 1970-es BKV menetrendek tanúsága szerint 4:55 és 23:10 közötti időszakra terjedt ki, a menetideje pedig 44 perc volt.
A járat útvonala 1972. december 1-jén Cinkotán, a Georgina utca leaszfaltozását követően a Batthyány Ilona utca – Gazdaság út – Georgina utca útvonalon meghosszabbodott, körforgalmi jelleggel. 1977-ben jelölték ki a vonal végállomását a Georgina utcai megállónál.
A vonalon 1975-ben jelentek meg az első Ikarus 260-as típusú autóbuszok, ekkor még a Mező garázsból kiadva, a Cinkotai garázs átadását követően viszont már kizárólag onnan adták ki a szükséges járműmennyiséget (8 db) a vonalra.
A 45Y jelzésű elágazójárat 1977. január 1-jén a 145-ös jelzést kapta, majd 1981. január 31-én megszüntették.
1986. április 1-jén indult meg a 45É jelzésű éjszakai autóbuszjárat a Baross tér és Cinkota, HÉV-állomás között, szerepét 2005. szeptember 1-jétől a 908-as busz vette át.
A vonal egészen 1996. május 1-jéig azonos paraméterekkel közlekedett. Ekkor a régi 46-os autóbuszjárat megszűnt. Forgalmát és útvonalát a 45-ös járat vette át. Elnyerve ezzel a maival megegyező (Hősök fasora - Újszász utca) útvonalvezetését. (Az Anilin utcai felhagyott buszforduló helyére a 2010-es évek végén lakóházak épültek.)
2004. január 31-én a vonal új megállót kapott a 67-es járat Gyakorló köz elnevezésű megállójában.
2005. július 4-én a járat cinkotai végállomása átkerült a Lassú utcához, ekkortól megszűntek az idáig, illetve a mai Diósy Lajos utcai megállóig közlekedő garázsmenetek.
2006. június 6-án az állandó zsúfoltságra való tekintettel megtörtént a vonal csuklósítása 10 darab Ikarus 280-as típusú autóbusszal, illetve ekkortól hagyja ki a járat a Gyakorló köz megállót is a peron rövidsége miatt. Hétvégén továbbra is szóló autóbuszok közlekedtek. 2006 nyarán új megállót kapott az Örs vezér terén, az Árkád áruház mellett kialakított megállóban.
2013. február 4-én, az Újszász utcai útfelújítás befejezése után jelentek meg az első menetrend szerinti alacsony padlós járművek a vonalon, amelyet a BKV Cinkotai divíziója biztosított, kezdetben 3 darab Volvo 7700A típusú autóbusszal.
2016. január 4-e és április 29-e között a VT-Arriva Mercedes-Benz Citaro G típusú autóbuszai is jártak a vonalon. 2016. május 2-ától hétköznap a kizárólag a BKV Zrt. szolgáltat a vonalon (a Cinkotai garázs 4. vonalcsoportjában), jelenleg 2 darab Ikarus 280-as, 1 darab Ikarus 435-ös és 5 darab Volvo 7700A típusú autóbusszal, szombaton 4 darab Volvo 7700A típusú autóbusszal, vasárnap pedig 5 darab Mercedes-Benz Conecto típusú szóló buszokkal.
2021. október 16-ától hétvégente és ünnepnapokon, 2025. május 5-étől pedig munkanapokon 20 óra után is az autóbuszokra kizárólag az első ajtón lehet felszállni, ahol a járművezető ellenőrzi az utazási jogosultságot.

## Útvonala
| Cinkota, Lassú utca felé |
| Örs vezér tere M+H vá. – Füredi utca – Nagy Lajos király útja – Kerepesi út – Veres Péter út – Hősök fasora – Újszász utca – Somkút utca – Vidám vásár utca – Batthyány Ilona utca – Gazdaság út – Georgina utca – Cinkota, Lassú utca vá. |
| Örs vezér tere felé |
| Cinkota, Lassú utca vá. – Georgina utca – Vidám vásár utca – Somkút utca – Újszász utca – Hősök fasora – Veres Péter út – Kerepesi út – Örs vezér tere M+H vá.                                                                             |

Az autóbuszjárat a X., XIV. kerület és a XVI. kerületeket érinti. A végállomás a XIV. kerületben található, innen először a Füredi utcára, majd pedig a Nagy Lajos király útjára kanyarodik a nyomvonal. Balra a Kerepesi útra kanyarodva a járat Nagyicce megállóig a XIV. és a X. kerület határán halad, majd éri el a XVI. kerületet, amin keresztül halad egészen cinkotai végállomásáig.
A Kerepesi útról Sashalom HÉV-állomásnál jobbra, a Hősök fasorára fordul le, majd pedig balra fordulva végig halad az Újszász és a Somkút utcán. Az út végén jobbra fordulva a Vidámvásár utcára egyenesen halad, majd a Batthyány Ilona utca egyirányú szakaszán folytatja útját. A Batthyány Ilona utcai megállót elhagyva az útja enyhén, a Rózsalevél utcai megálló után élesen balra kanyarodik. Ezután a balra nyíló Georgina utcába befordulva halad tovább a Lassú utca kereszteződése előtt található a végállomásáig. A végállomásról a Georgina utcán át tér vissza a Vidámvásár utcára.
Cinkota, Lassú utca felé 23, a másik irányban, az Örs vezér tere felé pedig 21 megállója van. A nyomvonal viszonylag egyszerű, csak a Georgina utca, illetve a Georgina utca (Vidámvásár utca) megállótól tér el a nyomvonal a két ellentétes irányban, ahol körforgalmi jelleggel közlekedik a járat.

## Megállóhelyei
| 0  | Örs vezér tere M+H végállomás                         | 19 | 10, 31, 32, 44, 67, 85, 85E, 97E, 131, 144, 161, 161A, 161E, 168E, 169E, 174, 176E, 231, 244, 276E, 277 80, 81, 82, 82A 3, 62, 62A 419 | Metróállomás, Autóbusz-állomás, HÉV-állomás, Sugár üzletközpont |
| 2  | Örs vezér tere M+H (Kerepesi út)                      | ∫  | 44, 67, 176E, 276E 410, 430, 440, 441, 484, 485, 486, 505, 510 1040, 1049, 1070, 1075, 1077, 1078                                      | Árkád bevásárlóközpont                                          |
| ∫  | Sarkantyú utca                                        | 17 | 67 |                                                                 |
| 4  | Gépmadár park                                         | 17 | 67 |                                                                 |
| 5  | Rákosfalva H                                          | 16 | 44, 67 | HÉV-állomás                                                     |
| 7  | Egyenes utcai lakótelep                               | 14 | 44, 176E, 276E | Egyenes utcai lakótelep                                         |
| 8  | Nagyicce H                                            | 13 | 44, 277 410, 440, 441 1040, 1049, 1077, 1078                                                                                           | HÉV-állomás                                                     |
| 9  | Lándzsa utca (↓) Thököly út (↑)                       | 12 | 44, 176E, 276E, 277 |                                                                 |
| 11 | Sashalom H                                            | 10 | 44, 92, 92A | HÉV-állomás                                                     |
| 12 | Garat utca                                            | 10 | |                                                                 |
| 13 | Galgahévíz utca                                       | 9  | |                                                                 |
| 14 | Ballada utca                                          | 8  | |                                                                 |
| 15 | Jókai Mór utca (Újszász utca) (↓) Jókai Mór utca (↑)  | 7  | 46, 146 |                                                                 |
| 16 | Pilóta utca                                           | 7  | 46, 146 |                                                                 |
| 17 | Diósy Lajos utca                                      | 5  | 46, 146 |                                                                 |
| 18 | Bökényföldi út                                        | 4  | 46, 146, 176E, 276E |                                                                 |
| 19 | Papír utca                                            | 4  | 46, 146 |                                                                 |
| 20 | Farkashalom utca                                      | 3  | 46, 146 |                                                                 |
| 21 | Anilin utca                                           | 3  | 46, 146 |                                                                 |
| 22 | Cinke utca                                            | 2  | 46, 146 |                                                                 |
| 23 | Georgina utca (↓) Vidámvásár utca (Georgina utca) (↑) | 0  | 46, 92, 92A, 146 480 |                                                                 |
| 24 | Batthyány Ilona utca                                  | ∫  | 92, 92A |                                                                 |
| 25 | Rózsalevél utca                                       | ∫  | 92, 92A |                                                                 |
| 26 | Ilonatelep H (Georgina utca)                          | ∫  | 92, 92A | HÉV-állomás                                                     |
| 27 | Cinkota, Lassú utca végállomás                        | 0  | |                                                                 |

## Képgaléria

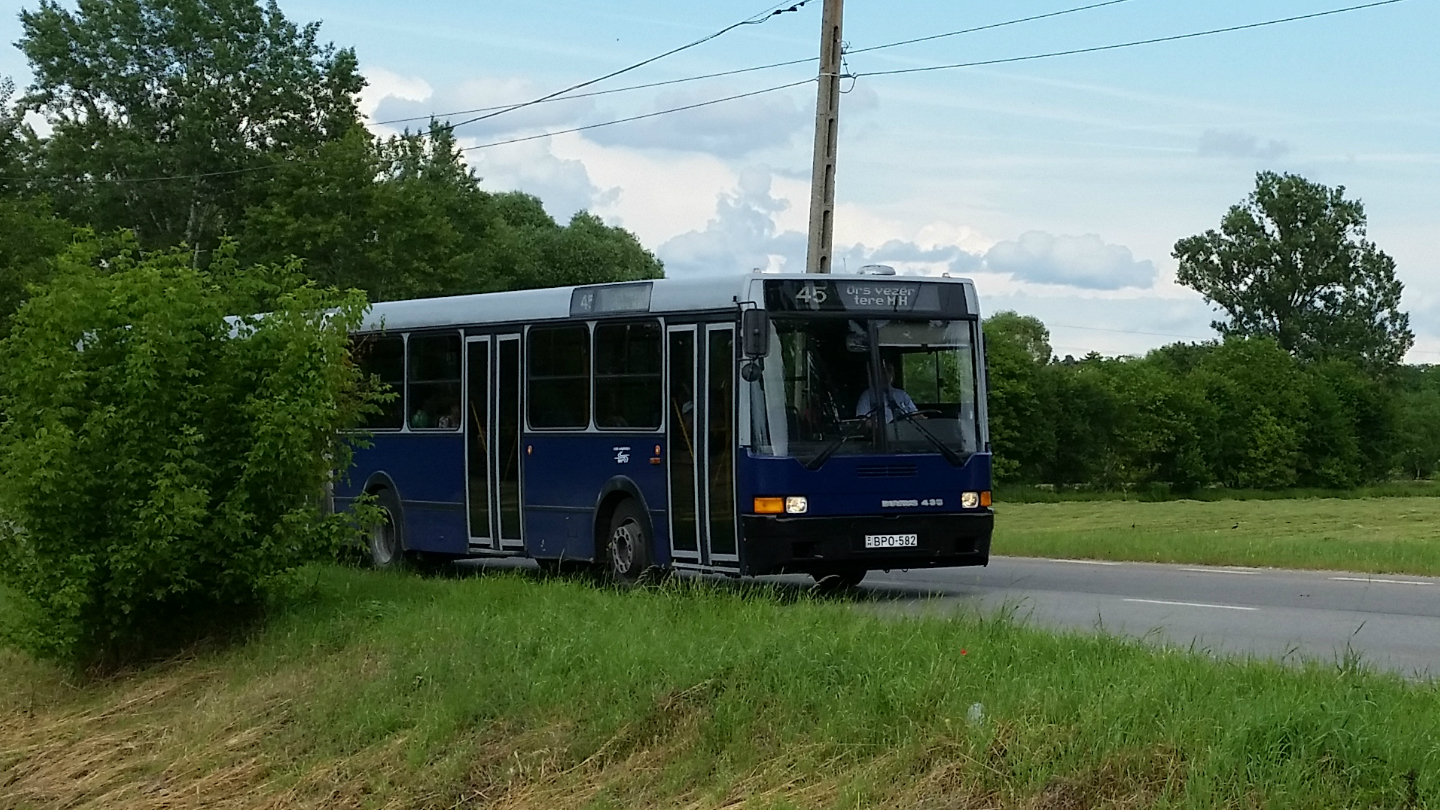
Ikarus 435 a Somkút utcában
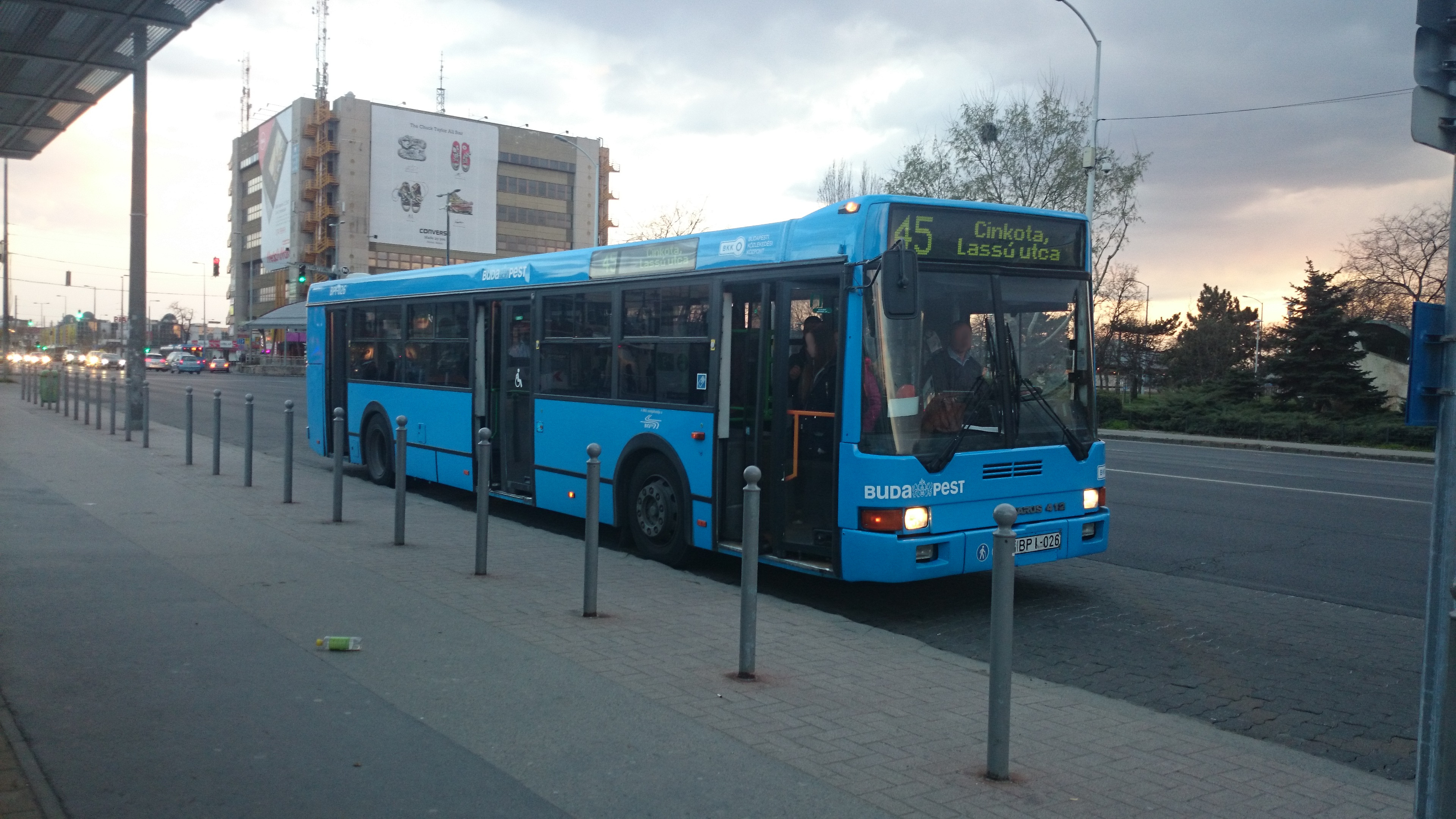
Ikarus 412 az Örs vezér terén
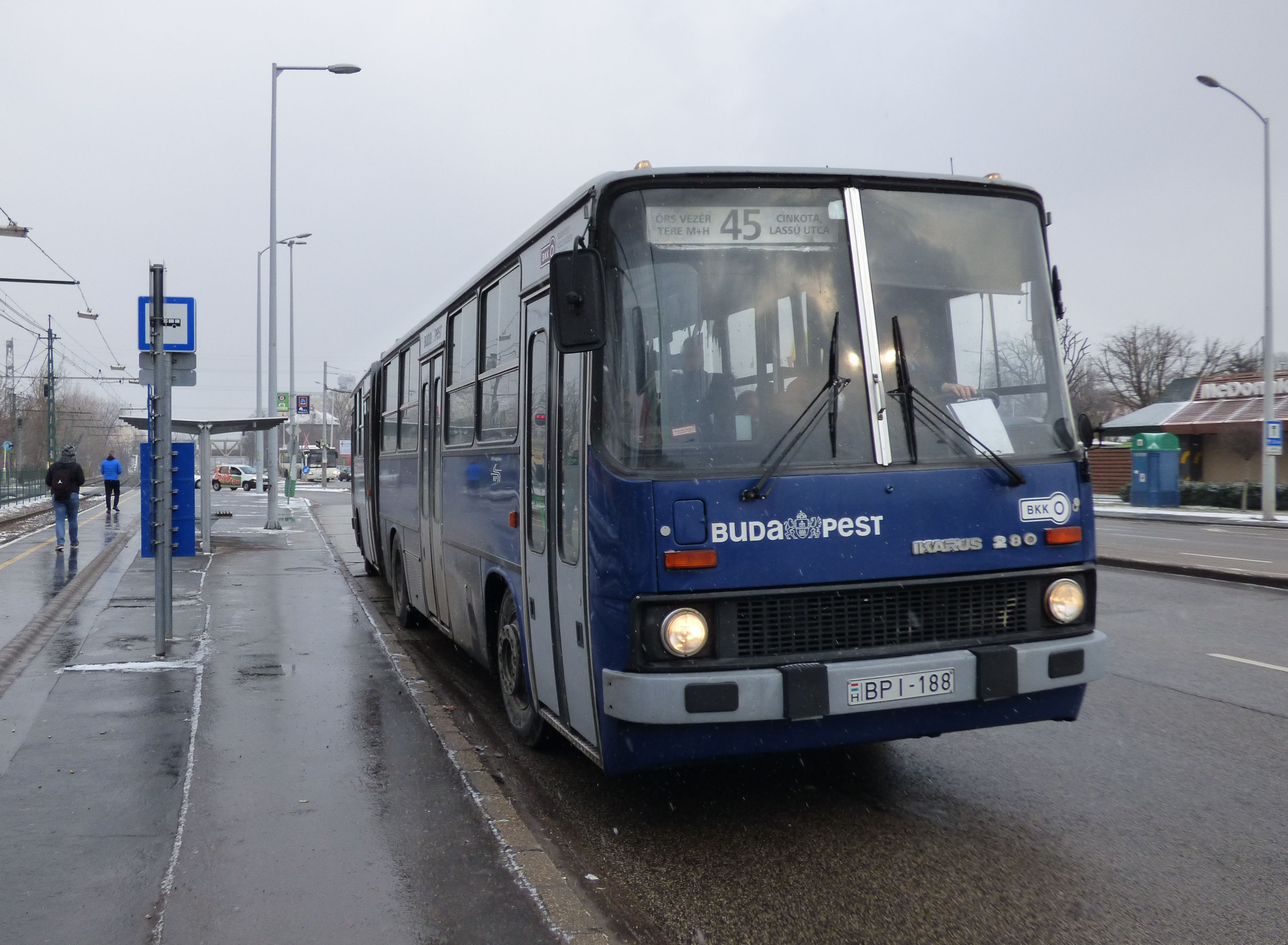
Ikarus 280 Rákosfalván
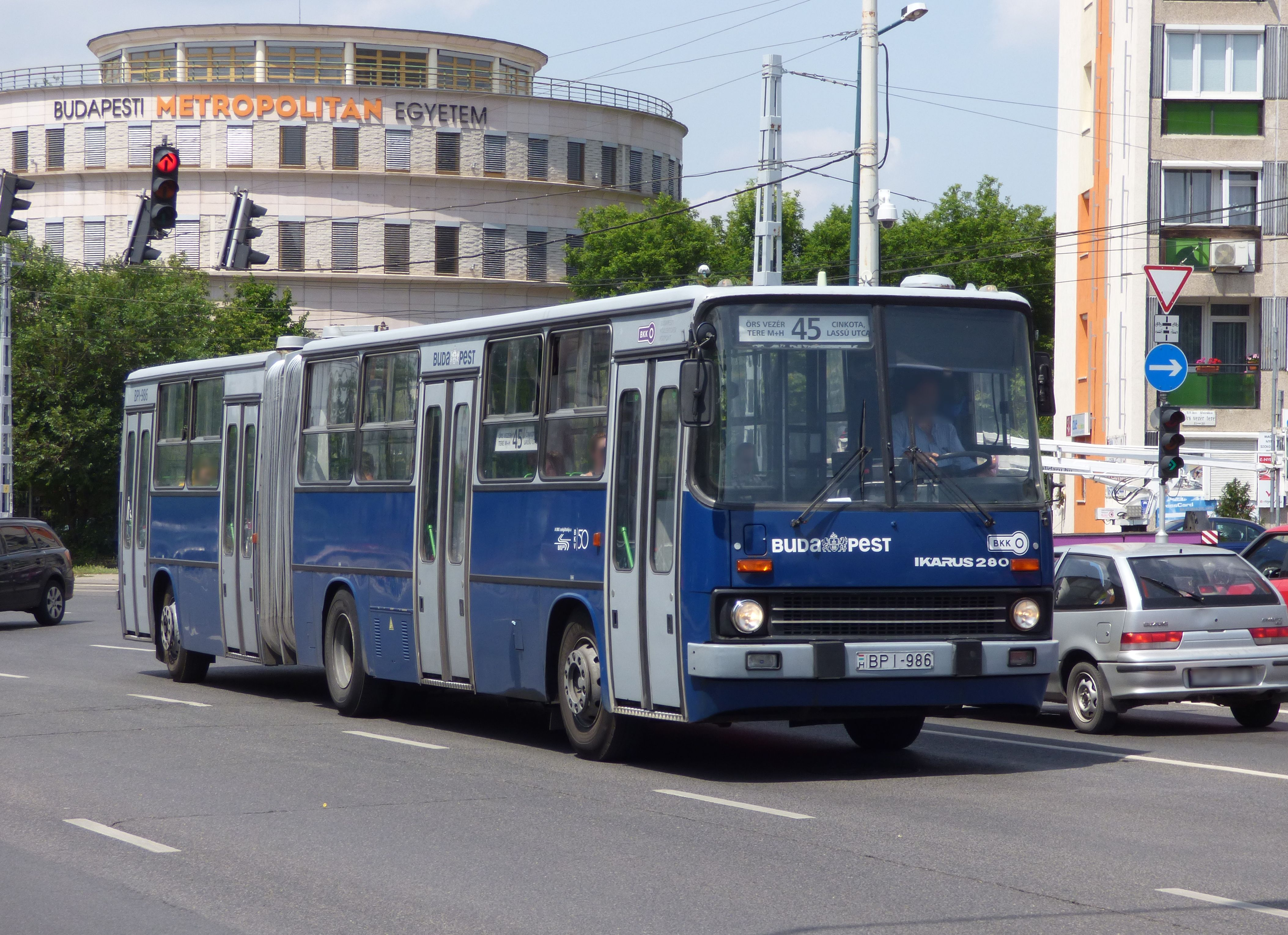
Ikarus 280 az Örs vezér terén